# ゴーコンドン県

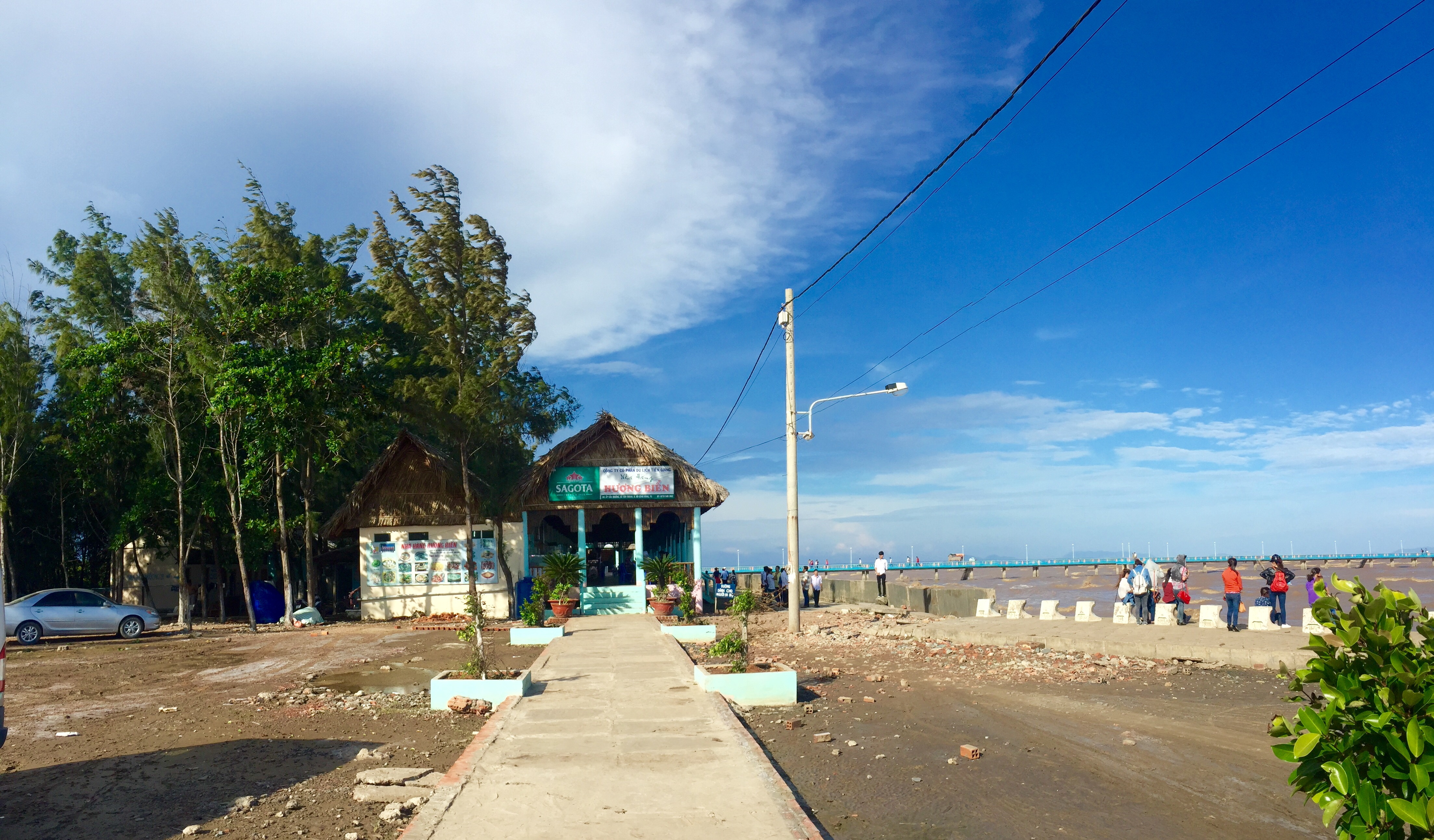
タンタインビーチ

ゴーコンドン県（ゴーコンドンけん、ベトナム語：Huyện Gò Công Đông / 縣塸䲲東?）は、ベトナム社会主義共和国ティエンザン省の県。面積は267.68km²、人口は142,820人（2013年）である。

## 行政区画
2市鎮11社から構成される。